# 乞伏轲弹
乞伏轲弹（?—?），西秦宗室，陇西鲜卑人。
又作乞伏轲殚，乞伏归的从弟，受封凉州牧。太初七年（394年），他和秦州牧乞伏益州等受命抗击氐王杨定军队，大败杨定，斩杀杨定17000多人，尽有陇西、巴西之地。太初九年（396年）因为对乞伏乾归后悔向后凉称臣和杀害密贵周的事情，不满乞伏乾归，投奔后凉吕光，致使后凉出兵攻打西秦。